# دافيد هاينماير هانسون
دافيد هاينماير هانسون (بالدنماركية: David Heinemeier Hansson)‏ مبرمج دانماركي وهو مبتكر إطار روبي على ريلز لبرمجة الوب، والمبني على لغة روبي للبرمجة. استخلص دافيد النسخة الأولى من الإطار من خلال عمله لبرنامج بايزكامب الخاص بإدارة المشروعات والتعاون من خلال الوب أثناء عمله بشركة 37 إشارة (37 signals).

## وصلات خارجية
- دافيد هاينماير هانسون على موقع Racing-Reference.info (الإنجليزية)
- دافيد هاينماير هانسون على موقع DriverDB.com (الإنجليزية)
- مدونة دافيد هاينماير هانسون